# Aberdeen (Maryland)
Aberdeen é uma cidade localizada no estado americano de Maryland, no Condado de Harford.

## Demografia
Segundo o censo americano de 2000, a sua população era de 13.842 habitantes. 
Em 2006, foi estimada uma população de 14.130, um aumento de 288 (2.1%).

## Geografia
De acordo com o United States Census Bureau tem uma área de 
16,5 km², dos quais 16,5 km² cobertos por terra e 0,0 km² cobertos por água. Aberdeen localiza-se a aproximadamente 142 m acima do nível do mar.

## Localidades na vizinhança
O diagrama seguinte representa as localidades num raio de 12 km ao redor de Aberdeen. 